# Volvo Ocean Race 2014-2015

Route van de Volvo Ocean Race 2014-15

De Volvo Ocean Race 2014-15 was de twaalfde editie van de Volvo Ocean Race, die werd gewonnen door Abu Dhabi Ocean Racing. De start van de zeilrace om de wereld was op 4 oktober 2014 in Alicante. Na 9 etappes en 10 havenraces finishten de boten op 22 juni 2015 in Göteborg. Van 18 tot en met 20 juni 2015 werd ook Den Haag aangedaan.

## Boot
Voor het eerst in de geschiedenis was de race een eenheidsklasse: alle teams gebruikten exact dezelfde boot. Er werd gevaren met de Volvo Ocean 65, ook wel Volvo One-Design genoemd. Dit is de opvolger van de Volvo Open 70, de klasse die gebruikt werd tijdens de voorgaande drie edities van de race. De organisatie van de race zorgde ervoor dat zeven boten gebouwd werden.
De Volvo Ocean 65 is ontworpen door Farr Yacht Design, nadat zorgen waren ontstaan over de veiligheid van de Volvo Open 70-klasse. Belangrijk doel was tevens het reduceren van de kosten voor deelname aan de race, tot ongeveer 15 miljoen euro per inschrijving. In eerdere edities van de Volvo Ocean Race werden bedragen betaald tot 45 miljoen euro.

## Deelnemers
De volgende zeven teams namen deel aan de Volvo Ocean Race 2014-15. Titelverdediger Groupama keerde niet terug in de race.
| Team                   | Nationaliteit                | Zeilnummer | Schipper           | Opmerking                               |
| ---------------------- | ---------------------------- | ---------- | ------------------ | --------------------------------------- |
| Abu Dhabi Ocean Racing | Verenigde Arabische Emiraten | UAE 2      | Ian Walker         |                                         |
| Dongfeng Race Team     | China                        | CHN 1969   | Charles Caudrelier |                                         |
| MAPFRE                 | Spanje                       | ESP 1      | Iker Martínez      |                                         |
| Team Alvimedica        | Turkije / Verenigde Staten   | USA 4      | Charlie Enright    |                                         |
| Team Brunel            | Nederland                    | NED 1      | Bouwe Bekking      |                                         |
| Team SCA               | Zweden                       | SWE 1929   | Samantha Davies    | Voer met volledig vrouwelijke bemanning |
| Team Vestas Wind       | Denemarken                   | DEN 1      | Chris Nicholson    |                                         |

### Fotogalerij

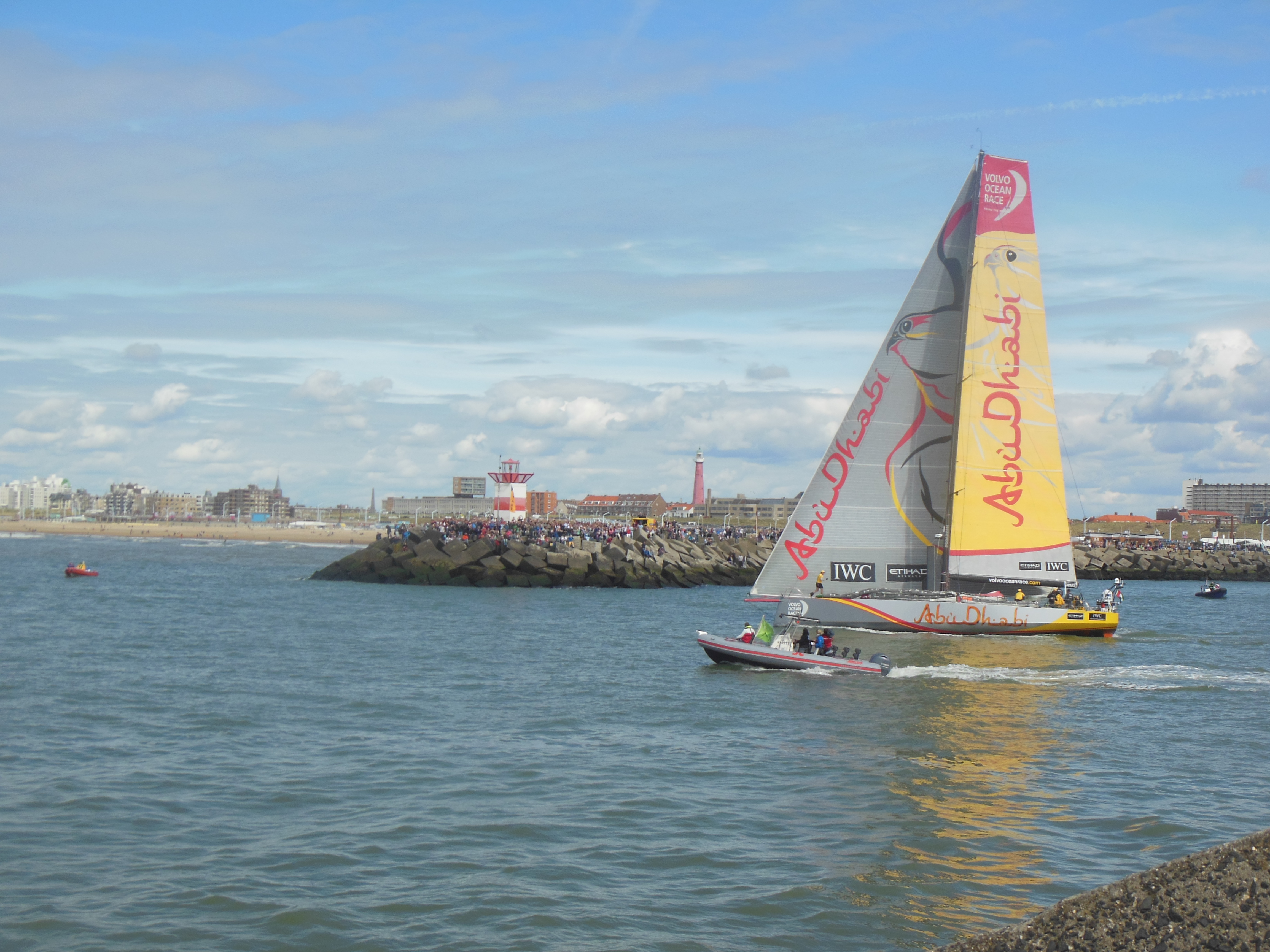
Abu Dhabi Ocean Racing
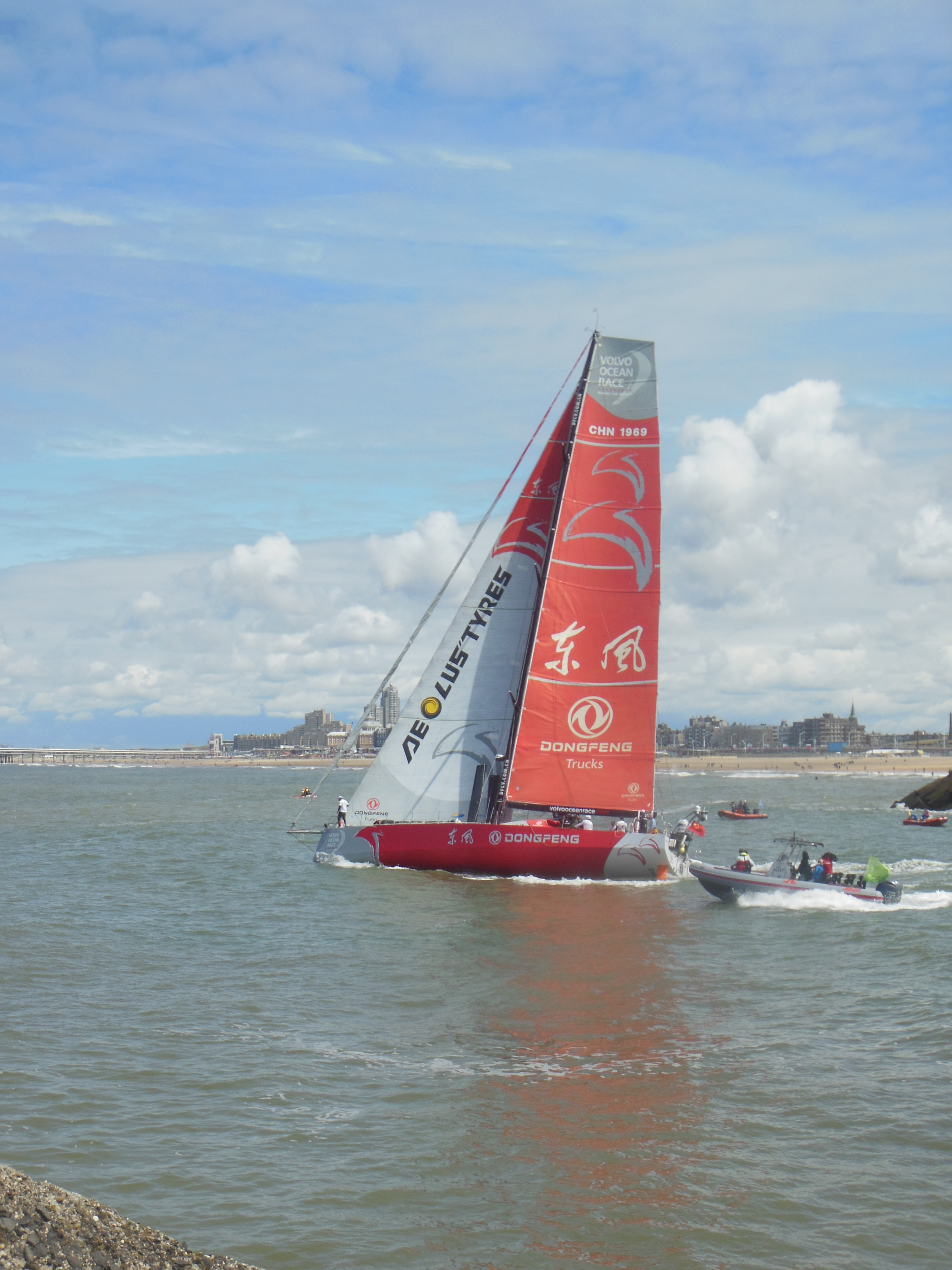
Dongfeng Race Team
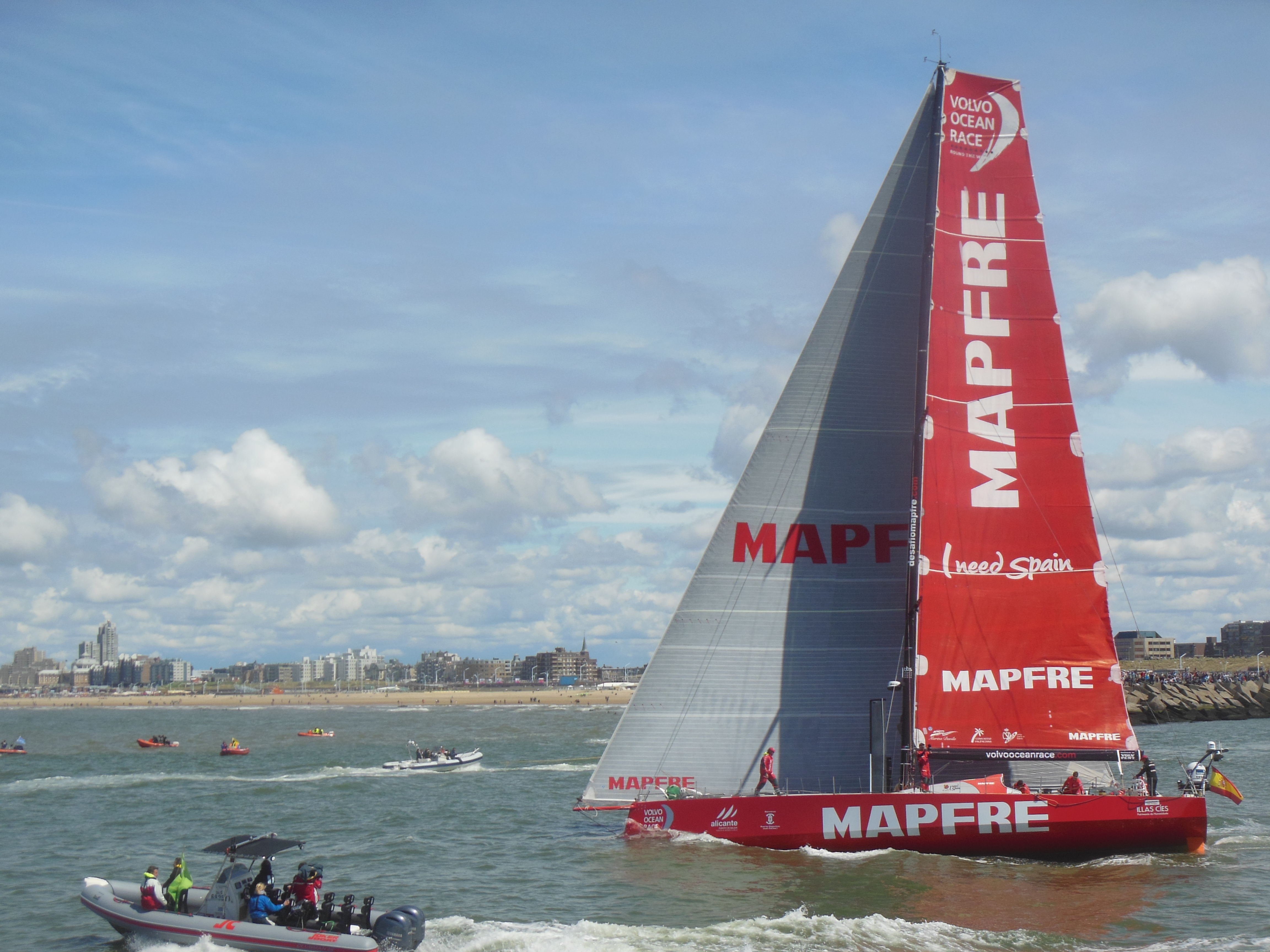
MAPFRE
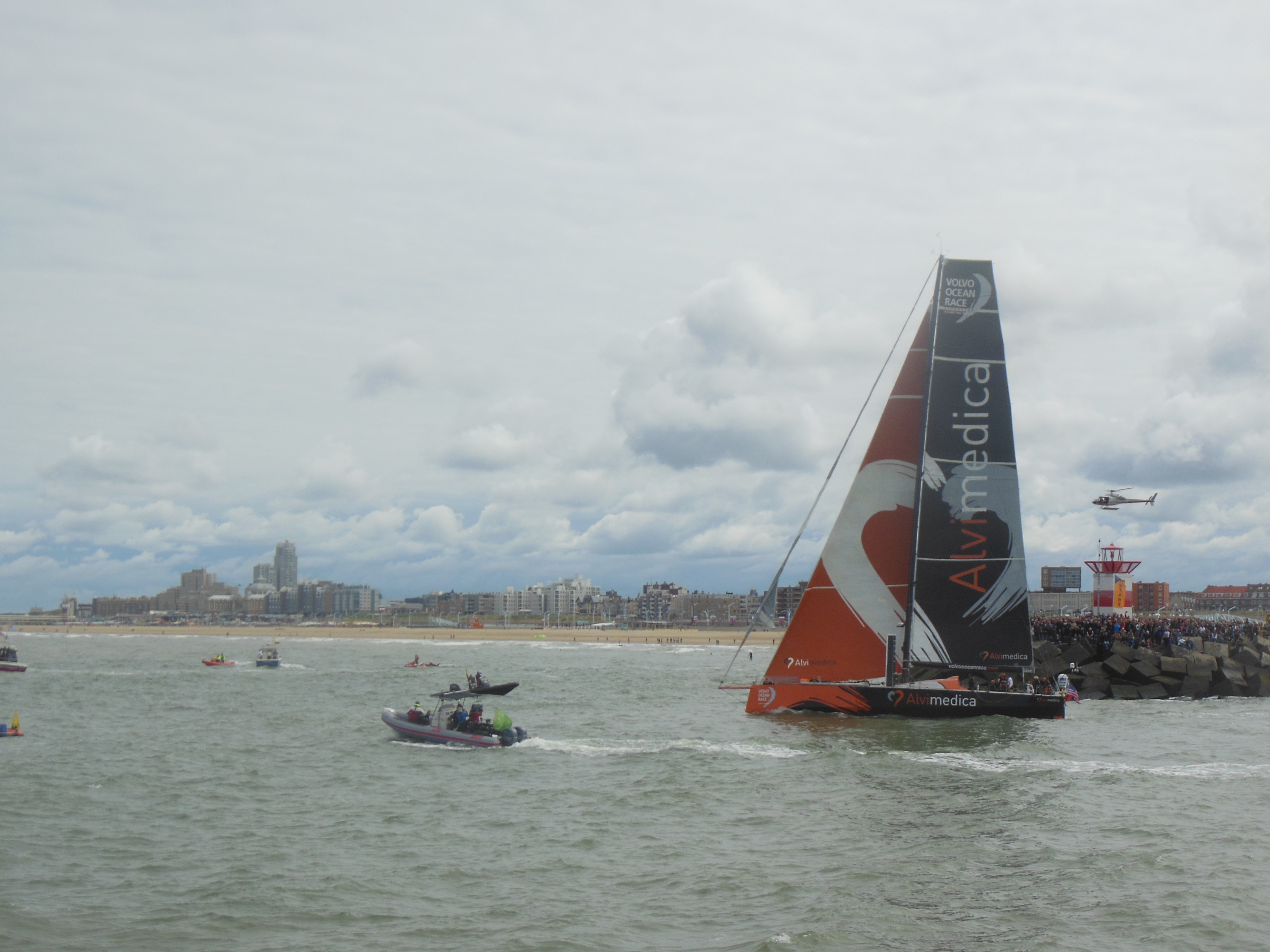
Team Alvimedica
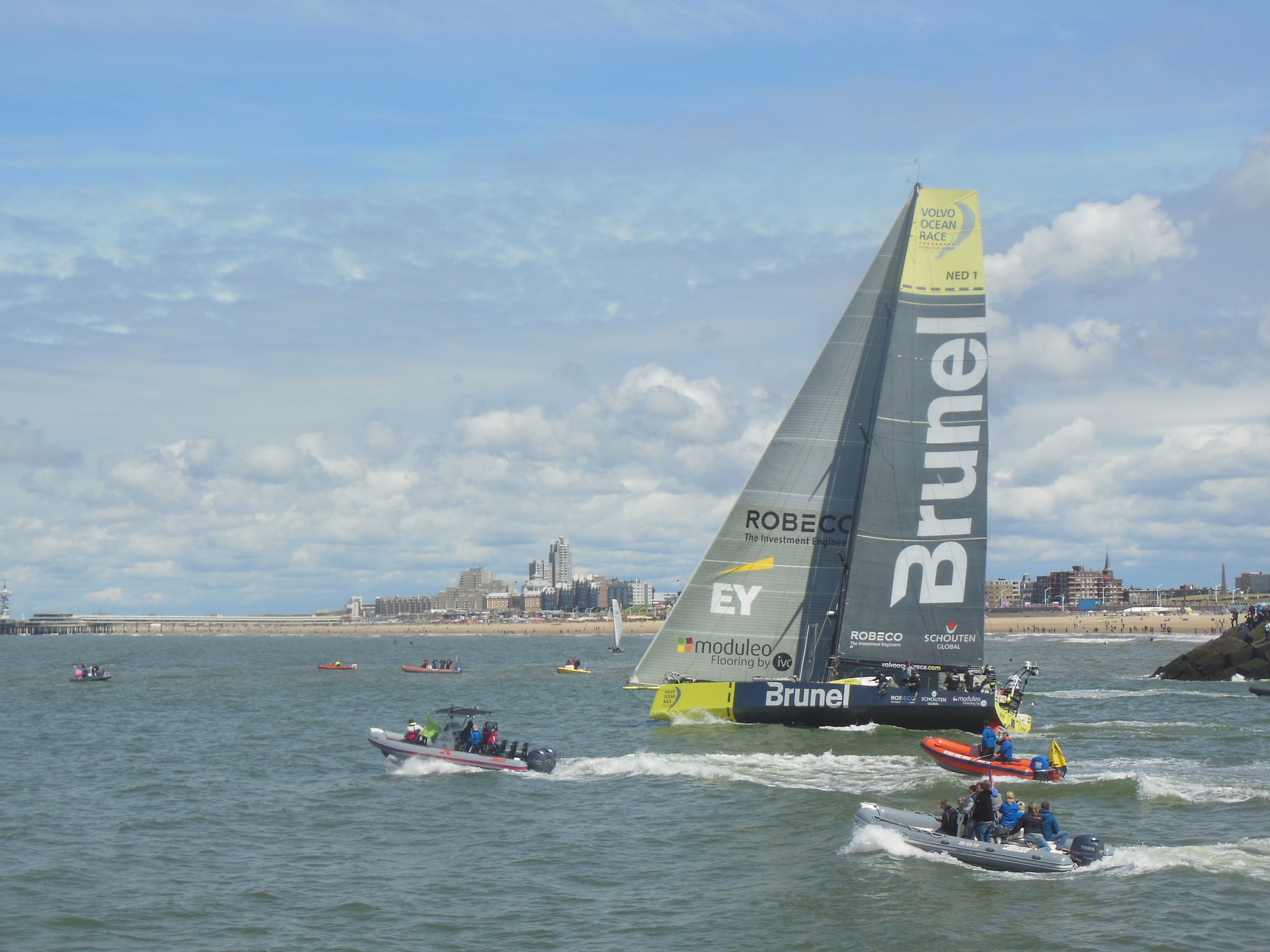
Team Brunel
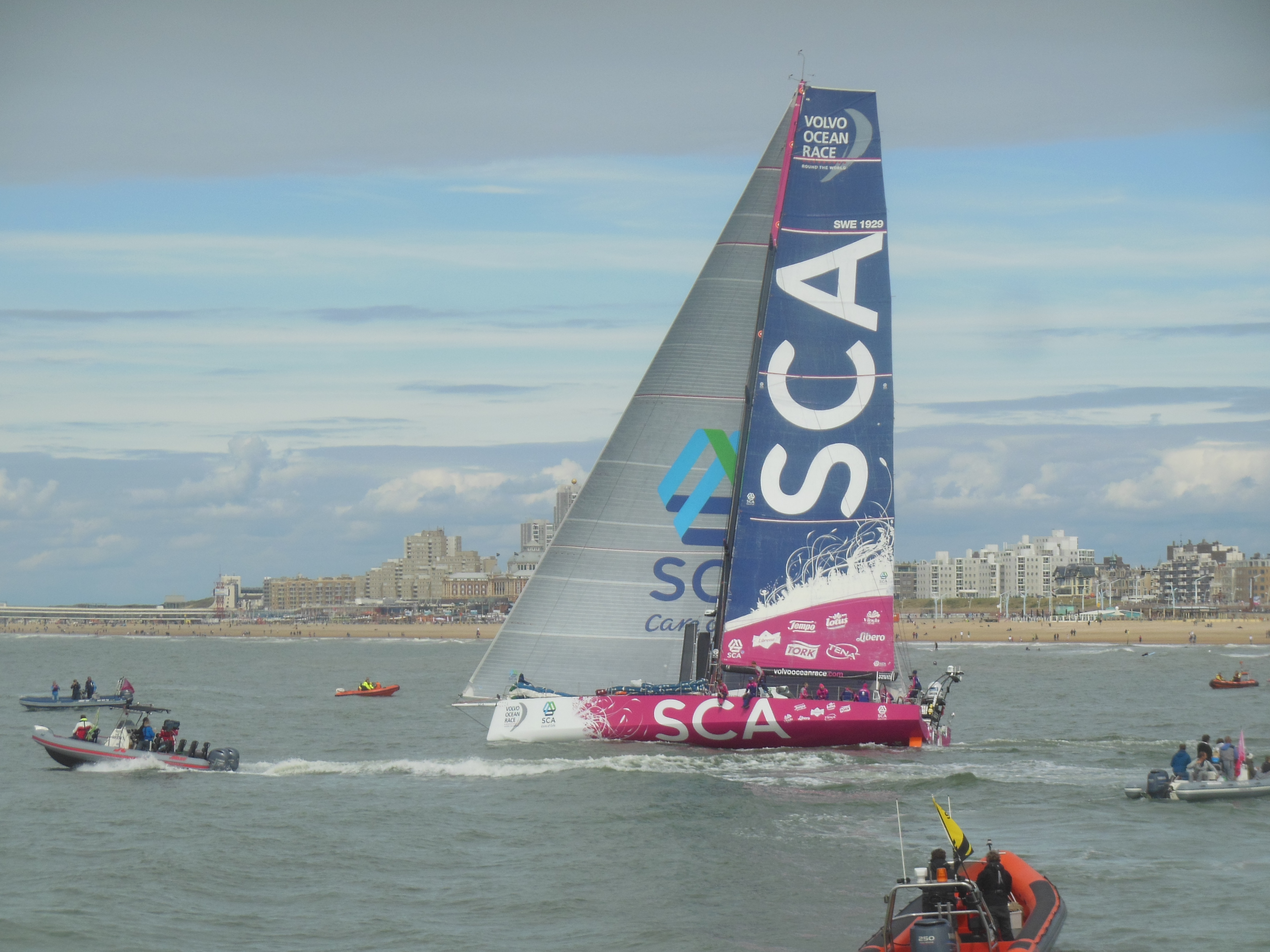
Team SCA
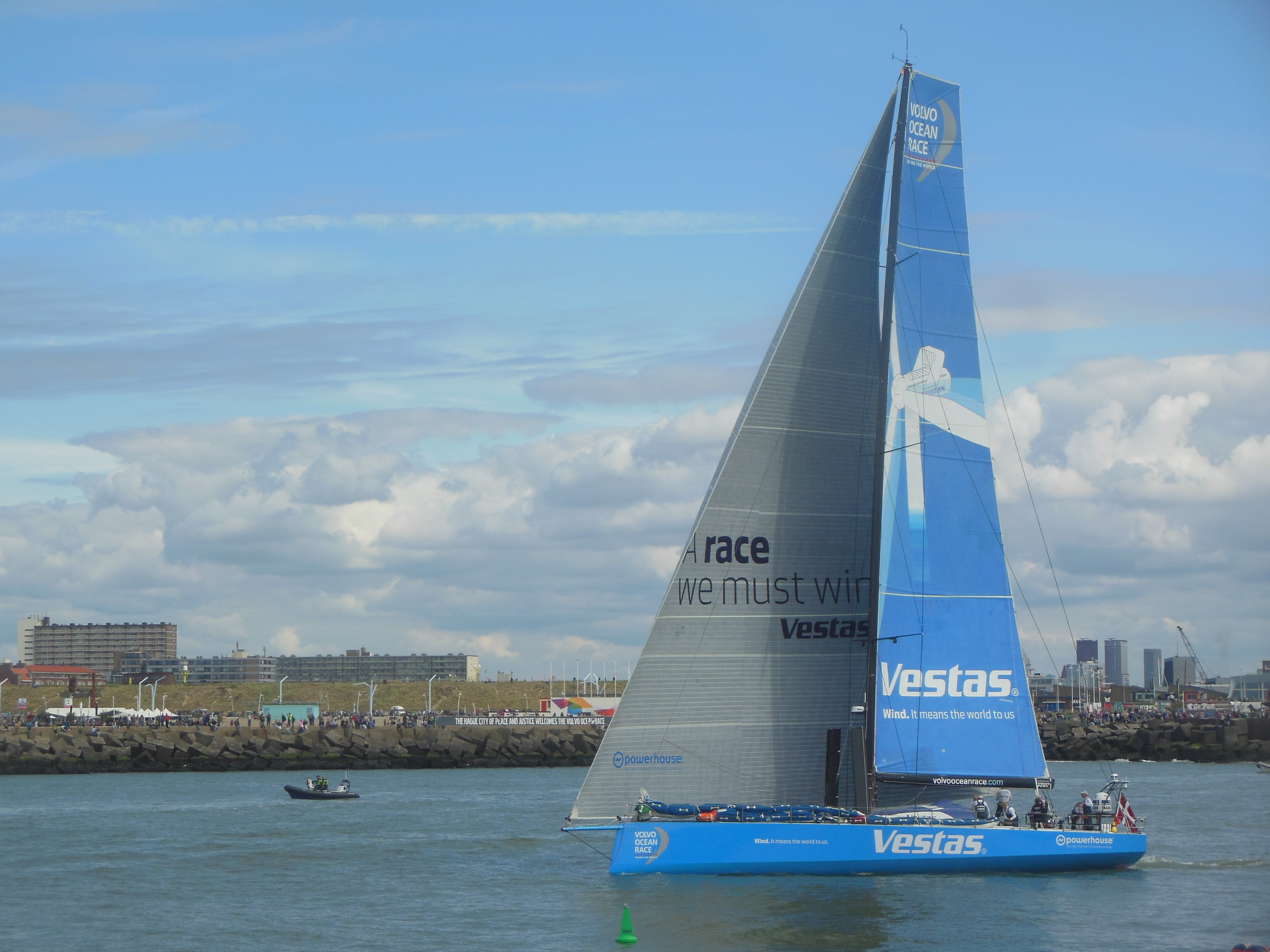
Team Vestas Wind

## Route

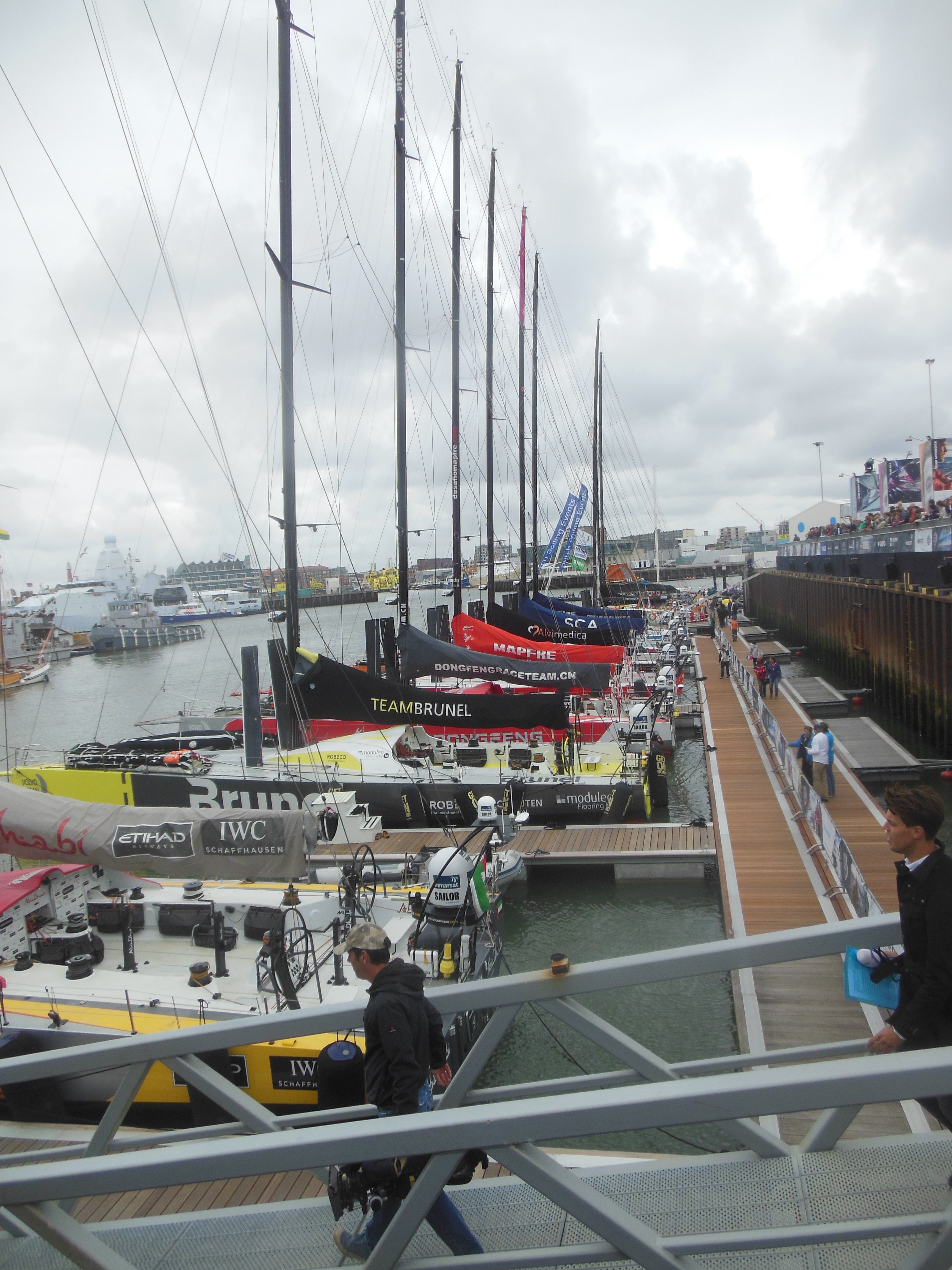
De zeven deelnemers tijdens de pitstop in Den Haag

De race werd gevaren rond de wereld in etappes. In totaal werd in 8 maanden tijd ongeveer 39000 zeemijl of 73000 kilometer afgelegd. 
Tijdens de laatste etappe van Lorient naar Göteborg maakten de teams een tussenstop in Den Haag. Aankomst en vertrek vonden plaats vanuit de haven van Scheveningen. De tussenstop had geen invloed op het klassement.
| Type      | Startdatum       | Start     | Finish    | Afstand   |
| --------- | ---------------- | --------- | --------- | --------- |
| Havenrace | 4 oktober 2014   | Alicante  | Alicante  | Alicante  |
| Etappe 1  | 11 oktober 2014  | Alicante  | Kaapstad  | 6487 nm   |
| Havenrace | 15 november 2014 | Kaapstad  | Kaapstad  | Kaapstad  |
| Etappe 2  | 19 november 2014 | Kaapstad  | Abu Dhabi | 6125 nm   |
| Havenrace | 2 januari 2015   | Abu Dhabi | Abu Dhabi | Abu Dhabi |
| Etappe 3  | 3 januari 2015   | Abu Dhabi | Sanya     | 4670 nm   |
| Havenrace | 7 februari 2015  | Sanya     | Sanya     | Sanya     |
| Etappe 4  | 8 februari 2015  | Sanya     | Auckland  | 5264 nm   |
| Havenrace | 14 maart 2015    | Auckland  | Auckland  | Auckland  |
| Etappe 5  | 15 maart 2015    | Auckland  | Itajaí    | 6776 nm   |
| Havenrace | 18 april 2015    | Itajaí    | Itajaí    | Itajaí    |
| Etappe 6  | 19 april 2015    | Itajaí    | Newport   | 5010 nm   |
| Havenrace | 16 mei 2015      | Newport   | Newport   | Newport   |
| Etappe 7  | 17 mei 2015      | Newport   | Lissabon  | 2800 nm   |
| Havenrace | 6 juni 2015      | Lissabon  | Lissabon  | Lissabon  |
| Etappe 8  | 7 juni 2015      | Lissabon  | Lorient   | 647 nm    |
| Havenrace | 14 juni 2015     | Lorient   | Lorient   | Lorient   |
| Etappe 9  | 17 juni 2015     | Lorient   | Göteborg  | 1600 nm   |
| Pitstop   | 19 juni 2015     | Den Haag  | Den Haag  | Den Haag  |
| Havenrace | 27 juni 2015     | Göteborg  | Göteborg  | Göteborg  |

### Incidenten
Het zeiljacht van Team Vestas Wind strandde op 29 november 2014 tijdens de tweede etappe door een navigatiefout op een rif van de Cargados Carajos-archipel. De negenkoppige bemanning bleef ongedeerd, maar het zeiljacht is zwaar beschadigd. Het jacht werd in Bergamo gerepareerd. Team Vestas is in juni 2015 in Lissabon weer in de race gestapt met een gerepareerd schip.
Op 30 maart 2015 tijdens de vijfde etappe van Auckland naar Itajaí brak Dongfeng Race Team 240 zeemijl west van Kaap Hoorn de masttop. Het jacht voer op eigen kracht richting Ushuaia in Argentinië voor reparatie. Uiteindelijk besloot het team zich terug te trekken uit de etappe en op motorkracht naar Itajaí, het Braziliaanse startpunt voor de zesde etappe, te varen. De bemanning bleef ongedeerd.

## Uitslagen

### Puntentelling
De puntentelling tijdens de wedstrijd is sterk gewijzigd ten opzichte van voorgaande edities. De wedstrijd werd nog steeds gevaren in etappes, waarbij in elke aangedane haven een havenrace werd gehouden. De uitslagen in de havenrace telden echter niet meer mee voor het eindklassement. In plaats daarvan was er een apart eindklassement voor de havenraces. Bij een gelijke eindstand in het algemeen klassement gaven de prestaties in de havenraces de doorslag.
Een andere belangrijke wijziging is dat gebruikgemaakt werd van een laag puntensysteem, met één punt voor elke eerste plaats, twee punten voor de tweede plaats, enzovoort. Bij een diskwalificatie of bij opgave werd een extra punt toegekend. Winnaar was degene die gedurende de race de minste punten verzamelt.
Van 12 tot en met 14 september werd de zogenaamde 'etappe 0' gevaren, een testwedstrijd van 400 zeemijl in de wateren rond Spanje vanuit de starthaven Alicante. Team Vestas Wind won de testwedstrijd met een voorsprong van 10 seconden op Team Brunel. Abu Dhabi Ocean Racing werd derde.
Na de zevende etappe naar Lissabon zijn er aan drie teams - SCA, MAPFRE en Dongfeng - strafpunten uitgedeeld voor het tegen de richting in varen in een verkeersscheidingsstelsel.

### Klassement
|                        | Etappe 1 - | Etappe 2 - | Etappe 3 - | Etappe 4 - | Etappe 5 - | Etappe 6 - | Etappe 7 - | Etappe 8 - | Etappe 9 - | Eindstand |
| ---------------------- | ---------- | ---------- | ---------- | ---------- | ---------- | ---------- | ---------- | ---------- | ---------- | --------- |
| Abu Dhabi Ocean Racing | 1          | 3          | 2          | 2          | 1          | 2          | 5          | 3          | 5          | 24        |
| Team Brunel            | 3          | 1          | 5          | 5          | 4          | 3          | 1          | 5          | 2          | 29        |
| Dongfeng Race Team     | 2          | 2          | 1          | 3          | 8          | 1          | 5          | 7          | 4          | 33        |
| MAPFRE                 | 7          | 4          | 4          | 1          | 4          | 4          | 3          | 4          | 3          | 34        |
| Team Alvimedica        | 5          | 4          | 3          | 4          | 3          | 5          | 3          | 6          | 1          | 34        |
| Team SCA               | 6          | 6          | 6          | 6          | 5          | 6          | 8          | 1          | 7          | 51        |
| Team Vestas Wind       | 4          | 8          | 8          | 8          | 8          | 8          | 8          | 2          | 6          | 60        |

### Havenwedstrijden
|                        | Alicante | Kaapstad | Abu Dhabi | Sanya | Auckland | Itajaí | Newport | Lissabon | Lorient | Göteborg | Eindstand |
| ---------------------- | -------- | -------- | --------- | ----- | -------- | ------ | ------- | -------- | ------- | -------- | --------- |
| Abu Dhabi Ocean Racing | 2        | 1        | 3         | 2     | 6        | 2      | 3       | 2        | 4       | 6        | 31        |
| Team Brunel            | 4        | 2        | 2         | 4     | 2        | 1      | 5       | 5        | 6       | 1        | 32        |
| Team SCA               | 6        | 3        | 1         | 5     | 1        | 4      | 4       | 4        | 5       | 2        | 35        |
| MAPFRE                 | 3        | 7        | 6         | 6     | 3        | 5      | 1       | 1        | 2       | 3        | 37        |
| Team Alvimedica        | 1        | 6        | 5         | 3     | 5        | 6      | 2       | 3        | 1       | 5        | 37        |
| Dongfeng Race Team     | 5        | 4        | 4         | 1     | 4        | 3      | 6       | 6        | 3       | 4        | 40        |
| Team Vestas Wind       | 7        | 5        | 8         | 8     | 8        | 8      | 8       | 7        | 7       | 7        | 73        |

1973-1974 ·
1977-1978 ·
1981-1982 ·
1985-1986 ·
1989-1990 ·
1993-1994 ·
1997-1998 ·
2001-2002 ·
2005-2006 ·
2008-2009 ·
2011-2012 ·
2014-2015 · 
2017-2018 · 
2023
Nederland in de The Ocean Race